# Slavoljub Penkala
Slavoljub Eduard Penkala (20. dubna 1871 Liptovský Mikuláš – 5. února 1922 Záhřeb) byl Slovenský vynálezce.
Narodil se na Slovensku v židovské rodině, jeho otec Franciszek Pękała pocházel z Polska a matka Maria, rozená Hannelová, byla Nizozemka. Získal doktorát z oboru organické chemie na drážďanské univerzitě. V roce 1900 se usadil v Záhřebu, odkud pocházela jeho manželka, pracoval jako úředník ministerstva financí a přijal chorvatské jméno Slavoljub.
K jeho nejvýznamnějším objevům patří mechanická tužka, kterou si nechal patentovat v roce 1906, zdokonalil také plnicí pero. Psací potřeby začal vyrábět spolu s Edmundem Mosterem, podnik dosud funguje pod názvem TOZ Penkala. Postavil také první chorvatské letadlo těžší vzduchu, dvojplošník Leptir, založil továrnu na chemické přípravky pro domácnost a vynalezl železniční brzdu nebo termosku.
Je podepsán pod osmdesáti různými vynálezy, jeho práci ukončila smrt na zápal plic v padesáti letech. Je pochován na záhřebském hřbitově Mirogoj.
V anketě Největší Chorvát obsadil 43. místo.